# Electrón interno
En física y química, los electrones internos son los electrones que están muy fuertemente ligados al núcleo atómico y no contribuyen a los enlaces químicos. Según el contexto, la expresión puede igualmente designar los electrones que ocupan los orbitales atómicos más bajos de un átomo. 
En oposición, los electrones de valencia son los electrones que contribuyen a los enlaces químicos. Los electrones internos tienden a apantallar el efecto del núcleo y así los electrones de valencia están ligados más débilmente a su átomo.
En metales, al sistema compuesto del núcleo y los electrones internos se le conoce como ion y los electrones libres son llamados electrones de conducción. 

## Relación con la tabla periódica
Para un elemento situado en una de las tres primeras líneas de la tabla periódica de los elementos, se considera generalmente que los electrones internos son los que forman la configuración electrónica del gas noble que lo precede. Así para el átomo de aluminio (13 electrones), la configuración electrónica es la siguiente :
{\displaystyle \mathrm {Al} (Z=13)\quad 1\mathrm {s} ^{2}\,2\mathrm {s} ^{2}\,2\mathrm {p} ^{6}\,3\mathrm {s} ^{2}\,3\mathrm {p} ^{1}}
Los diez primeros electrones forman la configuración electrónica del néon. Podemos reescribir la configuración electrónica del aluminio de la siguiente manera
{\displaystyle \mathrm {Al} (Z=13)\quad [\mathrm {Ne} ]\,3\mathrm {s} ^{2}\,3\mathrm {p} ^{1}}
Se puede considerar que los diez primeros electrones son los electrones internos. Los tres electrones son entonces los electrones de valencia {\displaystyle 3\mathrm {s} ^{2}3\mathrm {p} ^{1}}.